# Чусова (притока Ками)
Чусова (рос. Чусовая) — річка на Уралі, єдина, що перетинає цей гірський хребет протікаючи зі східних його схилів на західні, ліва притока Ками.

## Витоки
За 10 кілометрів від станції Верхній Уфалєй під Шароновою горою на висоті 405 метрів над рівнем моря є заросле озеро Сурни. З цього озера витікає крихітна річечка довжиною лише півтора кілометра яка впадає в озеро Мале Чусовське. В свою чергу з цього озера витікає наступна річечка, що вливається в озеро Велике Чусовське. Річка, що витікає з Великого Чусовського вже зветься Полднєвою Чусовою. Саме Полднєва Чусова вважається офіційним початком Чусової, а місце її витоку з озера відмічене поставленим у 1972 році обеліском з написом «Тут починається річка Чусова» (рос. Здесь начинается река Чусовая). Назву Полднєва Чусова тут має не через південний напрямок, а завдяки селищу та станції Полднєвій. За 37 кілометрів Полднєва Чусова зустрічається із Західною Чусовою і від злиття цих двох витоків утворюється власне Чусова.
Витік Чусової розташовані поруч з річками басейну Обі. Часом відстань між окремими притоками цих двох річок становить лише 3-5 кілометрів.

## Загальні відомості
У верхній течії протягом 150 кілометрів Чусова протікає в Азії. Основна, європейська, частина річки починається в районі гори Вовчихи біля міста Ревда. В середній течії річка пролягає більш-менш вздовж вододілу по якому йде межа Європи та Азії, а в нижній течії звертає на захід.
Сучасна довжина річки 592 кілометрів. Однак слід враховувати, що в нижній течій 153 кілометри річки затоплено Камським водосховищем. Окрім того в залежності від пори року та відповідно рівня води точка де Чусова переходить у водосховище зміщується на 41 кілометр. Нема повної згоди і щодо вихідної точки — одні дослідники вираховують довжину від озера Сурни, інші від Малого чи Великого Чусовського, або й узагалі від точки злиття Полднєвої та Західної Чусових. Максимальна початкова (до будівництва водосховища) довжина річки — 802 кілометри. Найпопулярнішим та найпоширенішим сучасним показником є 592 кілометри, мінімальним сучасним 529.
Камське водосховище було збудоване в 1953 році й наповнювалося 3 роки. Внаслідок затоплення нижньої течії Чусової ця річка втратила головну свою притоку — річку Силву, а разом з нею і більшу частину басейну. Якщо з Силвою площа водозбору Чусової становила 47 600 км², то зараз лише 23 тисячі км². 89 % площі басейну Чусової вкрито лісом, ще 9 % луки, 2 % заболочені ліси. Зараз притоками Чусової є приблизно півтори сотні річок різного розміру.
Середньорічна витрата води у гирлі 226 кубометрів на секунду, але насправді водність річки дуже змінюється протягом року і навесні, під час танення снігів може досягати 4600 кубометрів на секунду.
Льодохід триває 3-5 днів наприкінці квітня. В цей час через повінь рівень води може піднятися на 3-4 метри, а часом на Чусовій виникають льодові затори через що перед ними рівень води може піднятися ще на 3 метри, тобто в окремих місцях рівень води іноді підіймається на 6-7 метрів. Навпаки в межінь у середній течії на перекатах глибина річки часом зменшується до 7-15 сантиметрів.
Льодостав в залежності від погоди від початку листопада до середини грудня і триває 15-20 днів. Лід на Чусовій наростає по середину березня. Його середня товщина 55-75 сантиметрів, але сильно коливається з року в рік — від 30 сантиметрів до понад метра.
Чусова у звичайний час річка неглибока — найглибше місце під бійцем Високим (Велетнем) що під селищем Кин усього 4 метри.

## Клімат
В районі Чусової, себто на середньому Уралі клімат континентальний. Літо коротке — лише два місяці, а зима довга — майже півроку.
Взимку температура повітря може опускатися до -50°C, але зазвичай усе ж таки помітно вища — середня температура найхолоднішого місяця січня -17 °C. Товщина снігового покриву наприкінці зими 60-70 сантиметрів, але місцями може досягати й 1,5 метри. Взимку переважають західні вітри, сонячно й випадає лише 1/10 річної кількості опадів.
Весна розпочинається в середині березня, хоч приморозки та снігопади можливі по травень включно. До кінця квітня сходить сніг та скресають малі річки.
Літо триває з середини червня по середину серпня. Середня температура найтеплішого місяця липня +16 °C, але і окремі дні може досягати і +30 °C. Переважають північно-західні вітри. Літо дощова пора — за два місяці випадає майже половина річної норми опадів.
З середини серпня починається осінь. Вона мокра, бридка та холодна. Бабине літо триває два тижні які зазвичай припадає на початок чи середину вересня.
Загальна річна кількість опадів на Чусовій 500—550 мм. Це значно більше за випаровуваність, тож клімат вологий.
Погода над Чусовою нестійка і рідко тримається незмінною понад 3-4 дні.

## Залізні каравани
У XVIII—XIX століттях Чусова була важливою транспортною артерією. В ті часи головним районом видобутку металів у Російській імперії був Урал де були створені численні заводи — суміш мануфактурної організації виробництва та кріпосних порядків. Продукція цих заводів могла потрапити в центральні райони держави лише водним шляхом — метал у зливках, гармати та інші вироби сплавляли барками по Чусовій до Ками, а вже потім по Волзі та іншим рікам розвозили по усій імперії. Обсяги сплавів як на ті часи були вельми значні і сягали 80 тисяч тонн металу на рік.

## Туризм
Чусова здавна приваблює туристів завдяки мальовничим берегам. Першу велику турбазу на річці збудували ще в 30-і роки XX століття. Хоча річка має лише перший рівень складності, але водний туризм на ній популярний досі. Річ у тому, що Чусова протікає нехай через невисокі, але усе ж таки гори Уралу майже суціль вкриті лісом тому на річці відкриваються дуже гарні краєвиди. В багатьох місцях річка омиває скелі — це так звані «бійці», що колись були головною загрозою для залізних караванів. Таких бійців, часом висотою в кілька десятків метрів на річці біля вісімдесяти. Характерною рисою річки є так звані «дуги» — вигини навкруги скельних виступів довжиною кілька кілометрів, хоча перешийки при цьому можуть бути лише 100—200 метрів завширшки.
Туристичний сезон на Чусовій триває з травня по вересень. В кінці травня та першій половині червня зазвичай йдуть довгі дощі, середина літа жарка з короткими, але сильними зливами. Зранку й звечора часті тумани, бо навіть влітку ночі прохолодні. В серпні починаються часті дощі які перериває лише бабине літо.